# زواج المثليين في لوكسمبورغ
أصبح زواج المثليين قانونيًا في لوكسمبورغ بتاريخ 1 يناير عام 2015. وقد تم سن مشروع قانون لتشريع الزواج من نفس الجنس من قبل مجلس النواب يوم 18 يونيو 2014. كما تمت إتاحة الشراكات المسجلة منذ عام 2004.

## الشراكات المسجلة
في 7 ديسمبر 1995، عرضت نائبة البرلمان «ليدي ارر» مشروع قانون خاص لإنشاء «اتحادات حرة» (بالفرنسية: union libre)‏، (بالألمانية: eheähnliche Gemeinschaft)، (باللوكسمبورغية: fräi Unioun)‏ كان حزبها، حزب العمال الاشتراكي في لوكسمبورغ، جزءًا من الحكومة إلى جانب حزب الشعب المسيحي الاجتماعي. تم تقديم مشروع قانون آخر لتشريع على زواج المثليين في 9 مايو 1996 من قبل النائب رينيه فاغنر، من حزب الخضر المعارض. لن يحصل كلا الاقتراحين على رأي مجلس الدولة في لكسمبورغ حتى 13 يونيو 2000.
قامت الحكومة المكونة حينها من حزب الشعب المسيحي المسيحي والحزب الديمقراطي بصياغة مشروع قانون لتأسيس الشراكات المسجلة (بالفرنسية: partenariat)‏، بالألمانية واللوكسمبورغية: Partnerschaft، وتم إقراره في مجلس الوزراء في 26 أبريل 2002. وانتقد مجلس الدولة في رأيه في 13 يناير 2004 كيف تم أخذ ميثاق التضامن المدني (PACS) الفرنسي كأساس بدلا من «المساكنة القانونية» البلجيكية، والتي كانت ذات جودة قانونية متفوقة. وعلاوة على ذلك، أوصت بالبحث في إضفاء الشرعية على زواج المثليين، ومرة أخرى أخذ بلجيكا المجاورة، التي اتخذت هذه الخطوة حينها كمثال.
تم مناقشة مشروع قانون الحكومة، مع المقترحين السابقين، وتم التصويت عليهما في 12 مايو 2004. وافق مجلس النواب على قانون الشراكة، مع 33 صوتًا لصالح (من قبل الحزبين الحاكمين)، 7 أصوات ضد (من قبل حزب الإصلاح الديمقراطي البديل) وامتناع 20 عضوا عن التصويت (من قبل حزب العمال الاشتراكي في لوكسمبورغ، حزب الخضر، وحزب اليسار). في حين تم رفض مشروع القانون الخاص لإنشاء «اتحادات حرة» ومشروع قانون «زواج المثليين»، مع تصويت الحزبين الحاكمين ضدهما وتصويت احزاب المعارضة لصالحهما (باستثناء حزب الإصلاح الديموقراطي البديل الذي صوت ضد مشروع قانون «زواج المثليين»).
تم التوقيع على قانون إنشاء الشراكات في 9 يوليو 2004 ودخل حيز التنفيذ في 1 نوفمبر 2004. الشراكات، التي تستند إلى ميثاق التضامن المدني (PACS) الفرنسي، متوفرة للأزواج المثلية والأزواج المغايرة. توفر هذه الشراكات العديد من حقوق الزواج فيما يتعلق بالحصول على مزايا الرعاية الاجتماعية والمزايا الضريبية ولكن ليس مثل الزواج، ولكن لا يمنحون الحق في تبني الأطفال بشكل مشترك.

### الاحصائيات
في عام 2011، كان 88,1% من الأزواج في لوكسمبورغ متزوجين، و 2,7% منهم في شراكة و 9,1% منهم متساكنين.

## زواج المثليين
كان حزب الشعب الاجتماعي المسيحي الحاكم حتى عام 2009 في لوكسمبورغ يعارض زواج المثليين، على الرغم من أن رئيس الوزراء، الذي يتبع لنفس الحزب، قد أعرب عن دعمه الشخصي. في يوليو/تموز 2007، رفض البرلمان اقتراحًا يدعو إلى تقنين زواج المثليين، وذلك على أساس 22 صوت لصالحه و 38 صوتًا ضده (22-38).
في يوليو / تموز 2009، أعلنت الحكومة التي تم تشكيلها حديثًا عن نيتها لإضفاء الشرعية على زواج المثليين. وخلال مناقشة في 19 يناير 2010، أعلن وزير العدل، فرانسوا بيلتجن، أن قانونًا لإضفاء الشرعية على زواج المثليين (باستثناء بعض حقوق التبني) سيتم الانتهاء منه قبل العطلة الصيفية للبرلمان. في 9 يوليو 2010، قبلت الحكومة مشروع القانون. في 10 أغسطس 2010، تم تقديمه إلى البرلمان.
في مايو 2012، تمت إعادة صياغة مشروع القانون ولم يكن من المتوقع إجراء التصويت عليه حتى عام 2013 على الأقل. في 27 نوفمبر 2012، قدم مجلس الدولة ردًا سلبيًا على مشروع القانون، ولكن طلب من البرلمان لفتح نقاش حول الموضوع إذا انتقل للتصويت على مشروع القانون. وقدم بعض أعضاء المجلس رأياً مستقلاً يدعم مشروع القانون.
في 6 فبراير / شباط 2013، وافقت غرفة لجنة الشؤون القانونية في البرلمان على الموافقة على الإجراء الخاص بفتح الزواج للمثليين جنسيا. في 20 فبراير، دعمت اللجنة في البداية الحق في التبني البسيط (التبني مع إبقاء الروابط بين الطفل وعائلته البيولوجية) للأزواج من نفس الجنس، لكنها قيدت التبني الكامل (التبني مع قطع الروابط بين الطفل وعائلته البيولوجية) للأزواج من الجنس الآخر. في 6 مارس 2013، أكدت اللجنة هذا الموقف. ولكن في 4 يونيو، أصدر مجلس الدولة مراجعة ثانية، رفض فبها الحل التوفيقي للسماح بالتبني البسيط لجميع الأزواج مع تقييد التبني الكامل للأزواج المعاقين فقط. في 19 يونيو 2013، قررت لجنة الشؤون القانونية دعم حقوق التبني الكاملة للأزواج من نفس الجنس. كان من المتوقع أن يصوت البرلمان على مشروع القانون في خريف عام 2013. ولكن، كان هناك مزيد من التأخير بسبب الانتخابات في أكتوبر 2013 بعد استقالة الحكومة اللوكسمبورغية.
يتضمن مشروع حكومة الائتلاف الجديدة، التي أدت اليمين في 4 ديسمبر 2013 بقيادة رئيس الوزراء مثلي الجنس كزافييه بيتل، الزواج وحقوق التبني للأزواج من نفس الجنس، من المقرر إجراؤها في الربع الأول من عام 2014. في 8 في يناير 2014، صرح وزير العدل، فيليكس براز، أن البرلمان سيصوت على مشروع القانون في صيف عام 2014، وإذا تمت الموافقة عليه، فسيصبح ساري المفعول قبل نهاية عام 2014.
في 19 مارس 2014، انتهت غرفة لجنة الشؤون القانونية في البرلمان من عملها بشأن قانون إصلاح الزواج، وأرسلته إلى مجلس الدولة، الذي أصدر رأيه في 20 مايو 2014. في 28 مايو 2014، وافقت لجنة الشؤون القانونية على مشروع القانون. كانت جميع الأحزاب السياسية باستثناء حزب الإصلاح الديموقراطي البديل (ADR) مؤيدة لمشروع قانون زواج المثليين. في 18 يونيو 2014، تمت الموافقة على مشروع القانون من قبل مجلس النواب، في تصويت 56 صوتا مع و 4 أصوات ضد. في 24 يونيو 2014، وافق مجلس الدولة على تجاوز التصويت الثاني، وهو إجراء شكلي. صادق الدوق الأكبر هنري عليه في 4 يوليو ونشر في الجريدة الرسمية في 17 يوليو 2014. وبدأ سريان القانون في اليوم الأول من الشهر السادس بعد النشر (أي 1 يناير 2015).
كان أول زواج مثلي في لوكسمبورج بين السادة هنري لورنزو هوبر وجان بول أولينجر، وقام بتزويجهما العمدة روبرتو ترافرسيني في بلدية ديفيردانج في 1 يناير 2015. في 15 مايو 2015، تزوج رئيس الوزراء كزافييه بيتل من شريكه غوتييه ديستيناي في حفل خاص في بلدية العاصمة لوكسمبورغ. أصبح بيتل أول زعيم دولة عضو في الاتحاد الأوروبي وثاني رئيس حكومة في المنصب في جميع أنحاء العالم (بعد رئيسة وزراء آيسلندا السابقة يوهانا سيغورذاردوتير) يتزوج شخصا من نفس الجنس. في نوفمبر 2016، أكد نائب رئيس الوزراء إيتيان شنايدر أنه وشريكه جيروم دومانجي تزوجا في حفل خاص في وقت ما من عام 2016.
في يونيو / حزيران 2014، أبطل مجلس النواب عريضة تطالب بإلغاء القوانين المتعلقة بالزواج والتبني والمساعدة في الإنجاب للأزواج من نفس الجنس. ولكن في 16 نوفمبر 2015، أعلنت محكمة لوكسمبورغية أن العريضة صالحة. عادت العريضة التي أطلق عليها اسم "Schutz fir d'Kand" باللغة اللوكسمبورغية (وتعني «حماية الطفل» باللغة العربية)، مصحوبة بحوالي 4500 توقيع، إلى مجلس النواب الذي رفضها مرة أخرى في نوفمبر 2016.
في 7 يوليو 2015، رفض كل أعضاء مجلس النواب من كل حزب سياسي آخر في المجلس اقتراحًا قدمه أحد أعضاء حزب الإصلاح الديمقراطي البديل (ADR) بتنظيم استفتاء وطني حول فتح الزواج والتبني إلى الأزواج من نفس الجنس.
في 19 نوفمبر 2015، قدمت الحكومة مشروع قانون لضمان الاعتراف بزواج المثليين الذي تم عقده في الخارج قبل 1 يناير 2015. في 19 أبريل 2016، وافق عليه مجلس النواب، في تصويت 50 صوتا مع و 3 أصوات ضد. في 3 مايو، وافق مجلس الدولة على تجاوز التصويت الثاني. صادق الدوق الأكبر هنري على القانون في 23 مايو، وتم نشره في الجريدة الرسمية في 1 يونيو، ودخل القانون حيز التنفيذ في 5 يونيو 2016.

### إحصائيات
في عام 2015، تم عقد حوالي 120 زواج مثلي في لوكسمبورغ. تم عقد 49 في مدينة لوكسمبورغ و 11 منها في مدينة إيش سوغ ألزيت، أكبر مدينتين في البلاد. كانت 7% من جميع حالات الزواج التي أجريت في البلاد في سنة 2015 كانت بين أزواج مثليين ومثليات. بالإضافة إلى ذلك، حوالي 69% من جميع الأزواج المثليين الذين تزوجوا في تلك السنة كانوا فوق سن الأربعين (74% للأزواج المثليين من الذكور و 61% للزوجات النثليات من الإناث).

## الرأي العام
وجد استطلاع أجرته مؤسسة «أنغس رايد غلوبال مونيتور» عام 2006 أن 58% من سكان لوكسمبورغ يؤيدون زواج المثليين.
وجد استطلاع «بوليمونيتور» اجري في أبريل 2013 بتكليف من جريدة «لوكسمبورغير فورت» وقناة «آر تي إل» أن دعم سكان لوكسمبورغ لزواج المثليين كان عند 83% ودعمهم لتبني المثليين للأطفال عند 55%.
وجد إستطلاع يوروباروميتر في 2015 أن 75% من سكان لوكسمبورغ يعتقدون أنه ينبغي السماح بزواج المثليين في جميع أنحاء أوروبا، فيما كان 20% ضد ذلك.